# Oh That Face!
Oh That Face! è un cortometraggio muto del 1915 diretto da W.P. Kellino.

## Trama
Il giorno delle nozze, lo sposo dimentica l'indirizzo e va a finire nella chiesa sbagliata.

## Produzione
Il film fu prodotto dalla Cricks.

## Distribuzione
Distribuito dalla Davison Film Sales Agency (DFSA), il film - un cortometraggio di 135 metri - uscì nelle sale cinematografiche britanniche nel maggio 1915.